# Shannon Kelly
Shannon Kelly (Rockville, Connecticut; 30 de noviembre de 1975) es una actriz pornográfica y modelo erótica estadounidense.

## Biografía
Kelly nació en Rockville, en el condado de Tolland (Connecticut), en noviembre de 1980 en una familia con ascendencia irlandesa e italiana. Trabajó durante seis años, a partir de su adolescencia, como modelo, apareciendo en publicaciones como Playboy Playmates 2000 Search, Planet Muscle, Celebrity Sleuth, Hustlers Leg World o Taboo, entre otras.
En el año 2000 hizo una pequeña aparición en la tv movie de VH1 At Any Cost.
Debutó en la industria pornográfica en 2002, a los 22 años de edad, siendo una de sus primeras películas Girl Gangbound 2.
Como actriz, trabajó en películas de productoras como Digital Sin, Adam & Eve, Naughty America, Zero Tolerance, Digital Playground, Vivid, Hustler o Jules Jordan Video.
Algunos títulos de su filmografía son Upload, Jack's Big Tit Show 3, Big Tit Milfs, Fantasstic Whores 3, Girls Playing With Girls, Manhunters, Off the Rack 6 o Throat Jobs 7.
Se retiró en 2012, con algo más de 190 películas grabadas como actriz.